# Fi 97 (航空機)
フィーゼラー Fi 97
フィーゼラー Fi 97、1934年
- 用途：ツーリング機
- 製造者：フィーゼラー
- 初飛行：1934年
- 生産数：5機
- 運用開始：1934年

フィーゼラー Fi 97（Fieseler Fi 97）は、フィーゼラー社で製造された1930年代のドイツの4座単葉のツーリング機、競技機である。

## 設計と開発
複座のツーリング機／練習機であるフィーゼラー F5に続いてフィーゼラー社はドイツ航空省（RLM）からヨーロッパ・ツーリング機選手権の1934年度大会に参加する特製の4座機の開発を後押しされた。
この結果、クルト・アーノルト（Kurt Arnolt）により設計されたFi 97は、通常形式の尾翼を持つ混合構造の低翼片持ち式単葉機になった。胴体は鋼管フレームに羽布を張り、主翼の構造は木製の骨組みに羽布と合板を張ったものであった。格納と陸上運搬用に主翼は後方に向けて折り畳めるようになっており、固定尾橇式の降着装置を備えていた。パイロットと3名の乗客は密閉式のキャビンに搭乗した。
5機のFi 97が製造され、3機は250 hp のヒルト HM8U 倒立V型8気筒エンジンを、2機は225 hpのアルグス As 17 倒立直列6気筒エンジンを装着していた。双方とも空冷エンジンであった。
この機体は短距離離着陸性能を持ち、その最も特筆すべき設計上の機構は低速飛行を可能にする主翼の高揚力発生機能であった。主翼前縁には主翼長の半分以上にわたりハンドレページ式自動前縁スラットを、主翼後縁にはフィーゼラー設計のファウラー式フラップの「オーストロールフリューゲル」（Ausrollflugel）を備えていた。後縁フラップは主翼面積をおよそ20 %も増やすことができた。これらの高揚力装置により飛行速度を58 km/h (36 mph)まで落とすことが可能であり、これらは後に有名なフィーゼラー Fi 156の製造に役立てられた。

## 運用の歴史
5機のFi 97は8月 - 9月に開催された1934年度ヨーロッパ・ツーリング機選手権大会に参加し、アルグスエンジン付Fi 97のハンス・ザイデマンが総合順位で2機のポーランドのRWD-9機に次ぐ3位を獲得した。特筆すべき記録は、他のドイツ機と比べて全てのフィーゼラー機が競技を終了（順位：3、9、12、13、16位）したことであった。出場したパイロットの中にはヴォルフ・ヒルトもいた。フィーゼラー機は短距離着陸競技（最高記録 - 75 m、高度8m通過から）で1位と3位を獲得し、短距離離陸競技（78.3 m、高度8m越え）と最低速度競技（58.49 km/h）でも非常に良い成績を残した。

## 要目
The Illustrated Encyclopedia of Aircraft (Part Work 1982-1985), 1985, Orbis Publishing, Page 1812/3 より
- 乗員：1名
- 乗客：3名
- 全長：8.04 m (26 ft 41⁄2 in)
- 全幅：10.70 m (35 ft 11⁄4 in)
- 全高：2.36 m (7 ft 9 in)
- 翼面積：15.30 m2 (164.69 ft2)
- 空虚重量：560 kg (1235 lb)
- 全備重量：1050 kg (2315 lb)
- エンジン：1 × アルグス As 17A 倒立 直列6気筒、168 kW (225 hp)
- 最大速度：245 km/h (152 mph)
- 巡航高度：7,300 m (23,950 ft)
- 航続距離：1,200 km (746 miles)
- 上昇率 :